# Die Insel der unberührten Frauen
Die Insel der unberührten Frauen (Originaltitel: Untamed Women) ist ein US-amerikanischer Science-Fiction- und Abenteuerfilm aus dem Jahr 1952 von W. Merle Connell mit Mikel Conrad und Doris Merrick in den Hauptrollen. Der Film wurde von Jewell Enterprises produziert.

## Handlung
In einem Militärlazarett erwacht Air-Force-Captain Steve Holloway aus dem Koma und erzählt, was ihm passiert ist. Colonel Loring, der den Anthropologen Professor Warren bittet, Stevens Geschichte mitanzuhören, injiziert dem Piloten ein Wahrheitsserum.
Steve ist während des Zweiten Weltkrieges mit seinem Bomber auf einer Mission. Seine Crew besteht aus dem Co-Piloten, dem Navigator Andy, dem Bombenschützen Benny und dem Funker Ed. Die Maschine gerät über dem Pazifik in feindliches japanisches Flak-Feuer, bei dem der Co-Pilot ums Leben kommt. Steve muss eine Notwasserung durchführen. Alle vier Überlebenden können sich in ein Rettungsboot begeben und treiben acht Tage lang über das Meer. Endlich erreichen sie eine unbekannte Insel und wanken erschöpft an Land. Kaum haben sie sich zum Schlafen niedergelegt, werden sie von einer Gruppe mit Speeren bewaffneter Frauen in spärlicher Fellkleidung umringt. Sie werden in eine Höhle geführt und beschließen, sich mit den Frauen anzufreunden.
Die Männer werden vor die Hohepriesterin Sandra gebracht, die ihnen in englischer Sprache erklärt, dass die Frauen Nachkommen britischer Druiden seien, die vor langer Zeit von den Römern aus Europa vertrieben worden sind. Vier Jahre zuvor wurden die männlichen Druiden von haarigen Männern in einem Krieg getötet, wodurch eine reine Frauengesellschaft entstand. Da die vier Soldaten nun auch Bärte tragen, glaubt Sandra, dass sie Feinde seien und ordnet ihre Hinrichtung an. Die Frauen protestieren, da ohne Männer der Stamm aussterben wird. Sandra willigt ein, die Männer vor ein Stammesgericht zu stellen. Bei der Verhandlung versucht Steve seine Kriegsmission zu erklären, was Sandra in ihrer Annahme bestärkt, dass die vier Männer Mörder sind.
Stunden später lässt Sandra die Männer heimlich aus der Höhle. Sie zeigt ihnen einen Weg, der sie in Sicherheit führen wird. Auf ihrem Weg begegnen die vier jedoch prähistorischen Tieren. Nachdem sie einem Riesen-Bison entkommen können, entschließen sie sich zur Rast. Ed erinnert sich, wie seine dominante Mutter ihn zum Eintritt in die Armee gezwungen hat. Mit diesen Gedanken läuft er wutentbrannt in den Dschungel und gerät in die Fänge einer riesigen fleischfressenden Pflanze. Die anderen eilen zu seiner Rettung herbei. Den Männern wird klar, dass ihre Überlebenschancen bei den Frauen wesentlich höher sind und kehren um. Sie werden von einem gigantischen Gürteltier in die Berge gejagt und von den Frauen gerettet, die das Untier mit einer Gerölllawine töten.
Sandra erlaubt den Männern zu bleiben, die aber nicht mit den anderen Frauen sprechen dürfen. Am nächsten Tag schleichen sich jedoch Myra, Valdra, Tennus und Cleo zu den Männern. Sandra erwischt Myra, die Steve küsst. Doch bevor sie etwas unternehmen kann, wird das Lager von einer Gruppe stark behaarter prähistorisch anmutender Männer angegriffen. Steve, Andy, Ed und Benny können die Angreifer mit ihren Gewehren in die Flucht schlagen. Sandra dankt ihnen und übergibt die Führung des Stammes an Steve unter der Bedingung, dass der Stamm Zuflucht im Tempel sucht. Beim Aufbruch kommt es zu einem weiteren Angriff, bei dem Sandra tödlich verletzt wird. Bevor sie stirbt gibt sie Steve das Medaillon des Stammesführers. Der Kampf wird heftiger, auch Ed wird getötet. Steve erkennt, dass die Munition zur Neige geht und befiehlt den Rückzug zum Tempel. Er drängt Andy und Benny dazu, das Boot bereit zu machen, doch die beiden weigern sich. Der Stamm erreicht den Tempel, der sich auf einem Vulkan befindet. Der Vulkan bricht aus, durch die Explosion sterben alle bis auf Steve, der sich vor der Lava auf das Boot retten kann. Das Amazonenreich versinkt im Meer.
Im Lazarett sieht Professor Warren das von Steve Holloway mitgebrachte Medaillon und ist daraufhin bereits von der Wahrheit der Geschichte überzeugt. Er identifiziert es als ein authentisches Relikt mit „druidischer Legierung“.

## Hintergrund
Gedreht wurde der Film in kurzer Zeit in den Vasquez Rocks sowie in den Quality-Studios in Hollywood.
In Pressemitteilungen wurde angegeben, dass die Air Force eine echte Boeing B-29, die zerstört werden konnte, zur Verfügung stellt. Die Sequenzen mit den prähistorischen Tieren sollte durch Aufnahmen normaler Tiere, die vergrößert einkopiert werden, erstellt werden. Tatsächlich wurden bei den Szenen mit den Tieren und mit dem Bomber Archivaufnahmen benutzt.
Roy Seawright war für die visuellen Effekte verantwortlich, für weitere Spezialeffekte waren Paul Sprunk und Alfred Schmidt verantwortlich.

## Synchronisation
Die deutsche Synchronfassung entstand 1963 im Auftrag der ‘’Neuen Münchner Synchron Film’’ unter der Dialogregie von Ingo Hermes, der auch das Dialogbuch schrieb.
| Rolle          | Schauspieler  | Deutscher Synchronsprecher |
| -------------- | ------------- | -------------------------- |
| Steve Holloway | Mikel Conrad  | Christian Marschall        |
| Sandra         | Doris Merrick | Helga Trümper              |
| Ed             | Mark Lowell   | Reinhard Glemnitz          |

## Veröffentlichung
Die Premiere des Films fand am 12. September 1952 statt. In der Bundesrepublik Deutschland kam er am 13. September 1963 in die Kinos, in Österreich im Februar 1964.

## Kritiken
„bemerkenswert dummes Gewäsch“

Das Lexikon des internationalen Films schrieb: „Primitiver Abenteuerfilm voller lächerlicher Einfälle.“
Der Kritiker des TV Guide urteilte, dass der Film genauso aussehe, wie man es bei dem unsichtbaren Budget und der Woche Drehzeit erwarten könne.